# Arboreto Henry Schmieder
El Arboreto Henry Schmieder (en inglés: Henry Schmieder Arboretum) es un arboreto y jardín botánico sin ánimo de lucro de unas 24.28 hectáreas (60 acres) de extensión que se encuentra formando parte del campus del Delaware Valley College en Doylestown, Pensilvania. 
El código de identificación del Henry Schmieder Arboretum como miembro del "Botanic Gardens Conservation Internacional" (BGCI), así como las siglas de su herbario es  DOYLE.

## Localización
Henry Schmieder Arboretum Delaware Valley College, 700 East Butler Avenue Doylestown, Bucks county Pennsylvania PA 18901 United States of America-Estados Unidos de América
Planos y vistas satelitales40°17′55.66″N 75°9′31.49″O / 40.2987944, -75.1587472.
Está abierto a diario al público.

## Historia
En 1896, Joseph Krauskopf, un rabino activista que fue un incansable defensor de la justicia social, compró una granja de 100 acres en Doylestown, Pensilvania, dispuso la construcción de un edificio de aulas pequeñas, emplea a dos docentes y admite a seis estudiantes matriculados. Con este modesto comienzo, la "National Farm School" (Granja Escuela Nacional) (hoy Delaware Valley College) nació y se proporcionó un programa de tres años combinando aspectos académicos y experiencia laboral.
La idea de la fundación de la "Granja Escuela Nacional" vino de Rusia. Dos años antes, Krauskopf viajó allí con la esperanza de una solicitud personal al zar para que los Judíos pudieran tener derecho a tierras y la oportunidad de practicar la agricultura, la llamada de sus antepasados. El Zar no lo veía de ese modo, sin embargo Krauskopf estuvo en contacto con León Tolstoy quien le aconsejó regresar a los Estados Unidos y "llevar a decenas de miles desde sus ciudades congestionadas a sus fértiles tierras ociosas, ..."
Aunque la escuela se fundó principalmente para atender las necesidades de los jóvenes judíos en mente, Krauskopf insistió en que la escuela estuviera abierta a niños de todos los credos y orígenes. Los estudios académicos se combinaron con la experiencia laboral, y los estudiantes ayudaron a llevar la granja y cultivar sus propios alimentos. El lema de Krauskopf era "la ciencia con la práctica". Esta unión de lo teórico y lo práctico sobreviven hoy en Delval en forma de pasantías, estudios en el extranjero, y otras oportunidades de aprendizaje experimental.
En 1945, la escuela fue reorganizada para fortalecer sus programas académicos. Pasó por una serie de cambios de nombre, ya que creció en volumen y sofisticación. A partir de los años de la posguerra, el Dr. James Work, dirigió la escuela y añadió nuevos programas, incluida la industria de alimentos, biología, química y administración de empresas. 
En 1948, tras su aprobación por el Consejo de Educación del Estado, el nombre fue cambiado a "National Agricultural College" (Colegio Nacional de Agricultura), y en 1960, para reflejar el incremento de nuevos programas se convirtió en el "Delaware Valley College de Ciencia y Agricultura".
El Colegio ha seguido ampliando su oferta de programas, que incluyen una Licenciatura en Artes, en Inglés, y la Licenciatura en Ciencias, grados administración de justicia penal y de educación secundaria. En 1989, la Junta Directiva aprobó una abreviatura del nombre de la Escuela de Delaware Valley College.
En 1992, el Colegio añadido una ubicación segundo campus después de la generosa donación de la señora Edythe Roth. Una antigua granja escuela se acondiciona como "The Roth Living Farm Museum" dedicado a proporcionar información histórica sobre las prácticas agrícolas en los Estados Unidos, para mostrar a los escolares, grupos organizados y público en general, con énfasis en los estudios agrícolas del siglo XIX y XX.
En 1998, el Colegio se embarcó en la educación de postgrado, con su primer Master en Ciencias en Liderazgo Educativo, seguida más tarde por una Maestría en Administración de Negocios en general y una Maestría en Administración de Empresas, en la alimentación y la agroindustria.

## Colecciones
Aunque todo el campus está reconocido como arboreto, hay varios jardines delimitados y secciones, tal como :
- Jardín de la casa de campo de 1920
- Colección de Fagus
- Bosque de robles Bieberfeld
- Jardín de las plantas anuales del Gazebo
- Paseo de invierno de John Herbst
- Jardín de la familia Hillman
- Jardín de los Iris y Peonías (rediseñado entre 2004 y 2005)
- Jardín de hierbas Lois Burpee
- Colección de coníferas Martin Brooks
- Rosaleda (rediseñado en 2003)
- Rocalla
- Paseo del bosque

Otros de los árboles presentes en el campus incluye a Cladrastis kentukea, Fraxinus Americana, Gleditsia triacanthos inermis, Quercus phellos, etc.